# Sacrificial Cake
Sacrificial Cake è il secondo album in studio della cantautrice e musicista statunitense Jarboe, uscito nel 1995 per Alternative Tentacles.
| Recensione | Giudizio |
| ---------- | -------- |
| Allmusic   |          |

## Tracce
I testi e la musica di tutte le tracce sono state scritte da Jarboe, tranne "My Buried Child", scritta insieme a Michael Gira.
1. Lavender Girl (4:38)
2. Ode to V (7:27)
3. Shimmer (instrumental) (2:16)
4. My Buried Child (2:11)
5. Not Logical (5:27)
6. Spiral Staircase (4:25)
7. Yum-Yab (2:55)
8. Surgical Saviour (4:17)
9. Caché Toi (0:26)
10. Tragic Seed (2:14)
11. Troll Lullaby (3:11)
12. Deflowered (3:41)
13. The Body Lover (3:37)
14. Shimmer (3:18)
15. Act III (1:46)
16. Troll (8:45)

## Formazione

### Musicisti
- Jarboe - voce, tastiere, chitarra, basso
- Michael Gira - chitarra acustica, missaggio
- Lary Seven - chitarra elettrica, contrabbasso, percussioni
- Michael Evans - batteria

### Personale tecnico
- Jarboe - produzione
- Chris Griffin - masterizzazione
- Berry Kamer - produzione, registrazione
- Clinton Steele - missaggio